# Podolí I
Podolí I je obec v okrese Písek v Jihočeském kraji. Žije v něm 361 obyvatel. Kvůli existenci dalšího sídla stejného jména (Podolí II, části obce Předotice) v okrese se rozlišuje římskou číslicí I.

## Historie
První písemné zmínky o vesnici pochází z 11. století. V roce 1209 byl prvním známým držitelem vsi panoš Jan z Podolí, který sídlil na zdejší tvrzi. V roce 1361 byl držitelem Podolí Vilém Sezima z Ústí nad Lužnicí. První písemná zmínka o vesnici pochází z roku 1368. Posléze (1379) se Podolí stalo majetkem pražského arcibiskupství. Podolí bylo přiřazeno k vltavotýnskému panství. V roce 1439 poblíž vesnice existoval přívoz přes řeku. Roku 1477 při dědickém dělení majetku připadlo Podolí společně s Rakovem a s polovinou Bernartic Burianovi z Lažan a Bechyně. V roce 1553 se při dělení dědictví připomínají bratři Jan a Adam Bechyňové z Lažan. Starší Jan získal část Podolí a podolský mlýn. Jeho mladší bratr Adam získal pustou podolskou tvrz, druhý díl vesnice a přívoz.
Tvrz zanikla při požáru v polovině 16. století. Po bitvě na Bílé hoře byla ves společně s jiným majetkem rodu Bechyňů z Lažan zkonfiskována. V roce 1713 během morové epidemie zemřelo 26 obyvatel vesnice. V roce 1846 byl v místní části Podolsko položený základní kámen ke stavbě visutého řetězového mostu. Most byl dokončen o dva roky později.
Během první světové války se z bojišť nevrátilo sedmnáct mužů z Podolí. V roce 1942 byla dokončena stavba nového, železobetonového mostu přes Vltavu. Za druhé světové války vedla přes řeku Vltavu demarkační linie dohodnutá na jaltské konferenci.

## Obyvatelstvo
| Rok            | 1869 | 1880 | 1890 | 1900 | 1910 | 1921 | 1930 | 1950 | 1961 | 1970 | 1980 | 1991 | 2001 | 2011 | 2021 |
| -------------- | ---- | ---- | ---- | ---- | ---- | ---- | ---- | ---- | ---- | ---- | ---- | ---- | ---- | ---- | ---- |
| Počet obyvatel | 633  | 674  | 643  | 636  | 555  | 583  | 510  | 396  | 381  | 384  | 404  | 384  | 355  | 355  | 350  |
| Počet domů     | 88   | 95   | 98   | 99   | 96   | 95   | 98   | 110  | 94   | 106  | 103  | 110  | 115  | 153  | 156  |

## Obecní správa

### Části obce
Obec Podolí I se skládá ze tří částí, které leží v katastrálním území Podolí I.
- Podolí I
- Podolsko
- Rastory

V letech 1850–1877 a v letech 1960–1990 k obci patřila i Olešná a v letech 1960–1990 také Křenovice.

### Obecní symboly
Znak a vlajka byly obci uděleny rozhodnutím předsedy Poslanecké sněmovny Parlamentu České republiky dne 30. listopadu 2007.

## Pamětihodnosti
- Výklenková kaple z roku 1860 se nachází u komunikace v obci Podolí I. Kaple je zasvěcená svatému Floriánovi.[11]
- Kaple z roku 1970 je zasvěcená Panně Marii Královně.[12]
- Kaple Nanebevzetí Panny Marie z počátku 20. století ve vesnici Rastory.
- Kříž v obci směrem na Rastory
- Kříž u silnice do obce směrem od Písku
- Pomník obětem první a druhé světové války.
- Silniční mosty v místní části Podolsko: Stádlecký most a Podolský most. V roce 1846 byl položený základní kámen ke stavbě visutého řetězového mostu, který zabezpečoval spojení obou břehů Vltavy. Most byl dokončený o dva roky později (v letech 1847–1848).[4] Most byl dopravní komunikací od 9. října 1848, ale postupně přestal dostačovat, a tak byla v roce 1939 zahájena stavba mostu nového.[13] V roce 1942 byl nový  železobetonový most přes Vltavu dokončen.[4] Silnice Tábor–Písek byla zkrácena o serpentiny a dva kilometry délky.[13] Délka celého nového mostu je přes půl kilometru, výše 64 metrů nad zemí.[13] Most má několik oblouků. Hlavní oblouk má světlost 150 metrů. Osm menších oblouků má každý světlost 35,65 metrů. Na železobetonovou konstrukci bylo spotřebováno 180 vagonů železa.[13] Po určitou dobu zde byly vedle sebe dva mosty. Po napuštění Orlické nádrže byl starý řetězový most rozebrán a renovován. Postupně byl přemístěn na silnici III/13711 spojující Opařany s Dobřejicemi přes řeku Lužnici.[4]

## Galerie

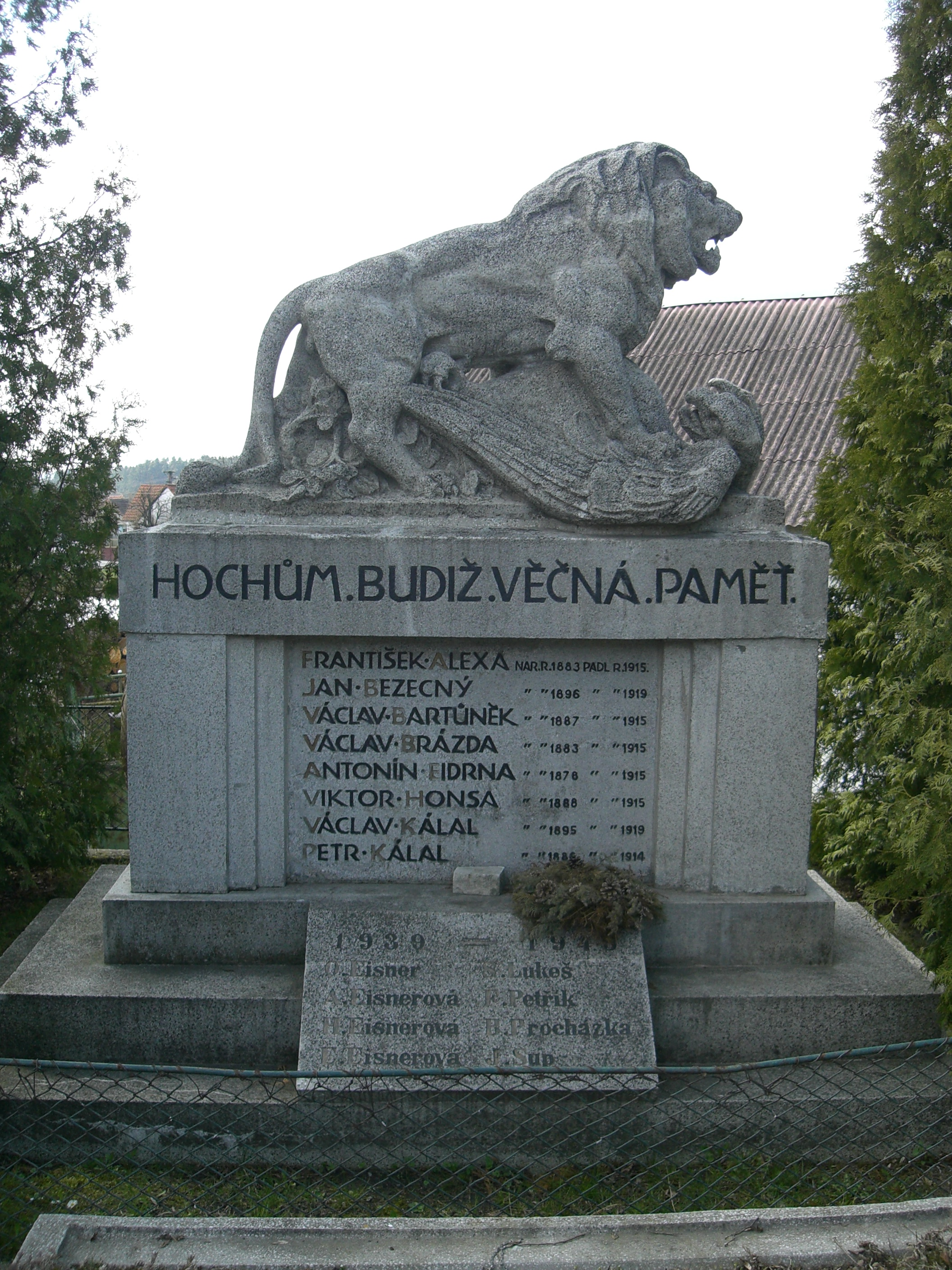
Pomník obětem války
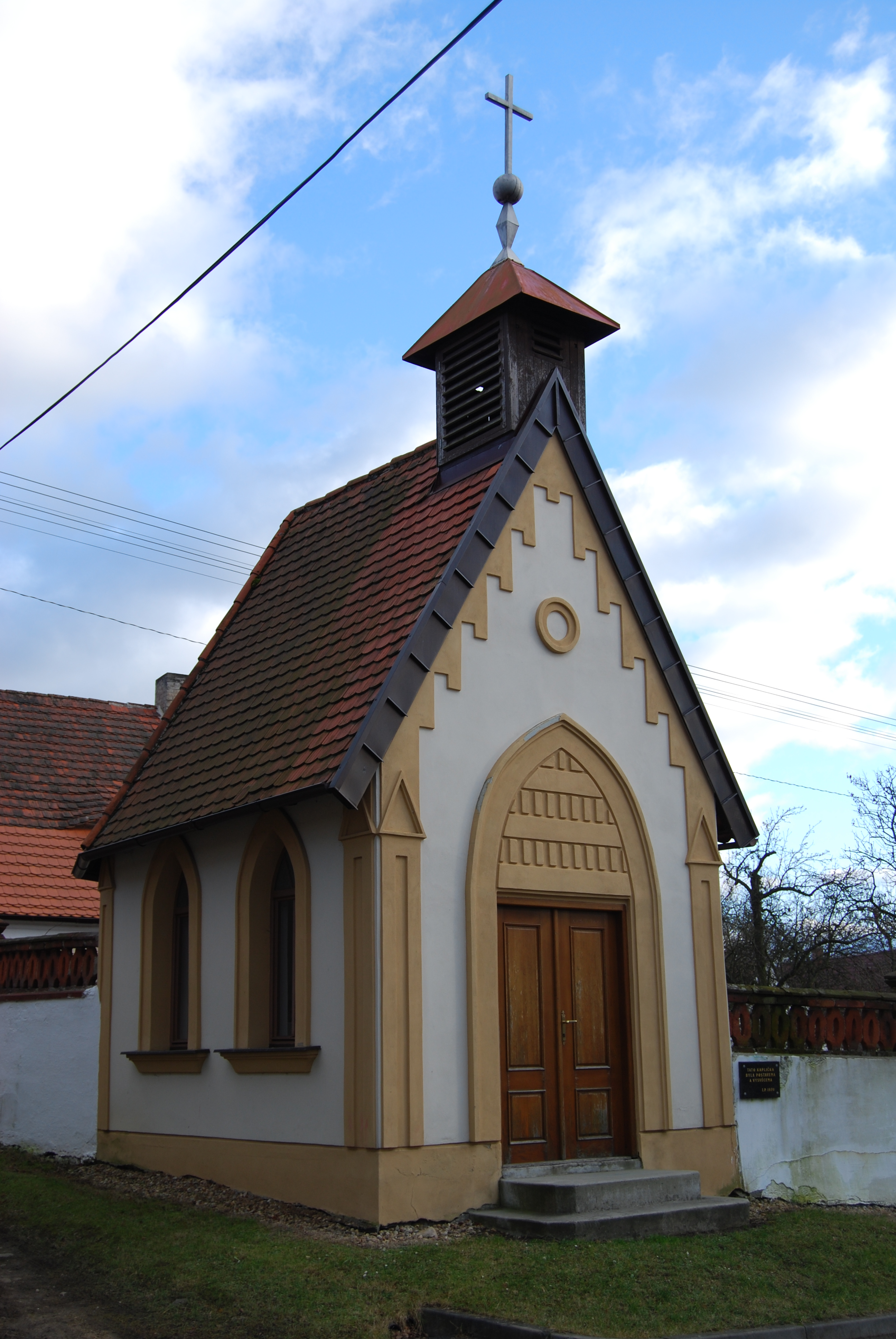
Kaple Panny Marie Královny
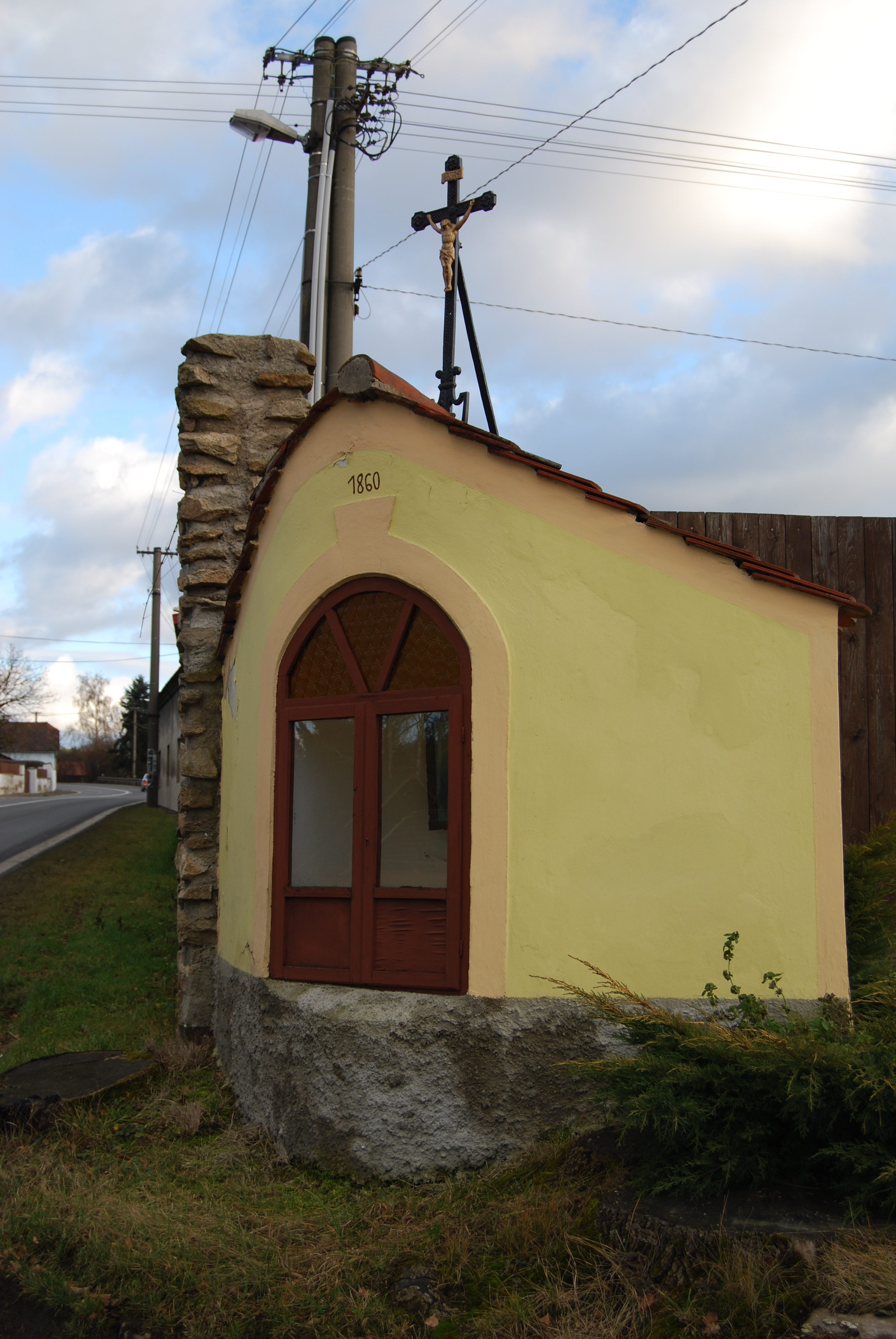
Kaple svatého Floriána z roku 1860
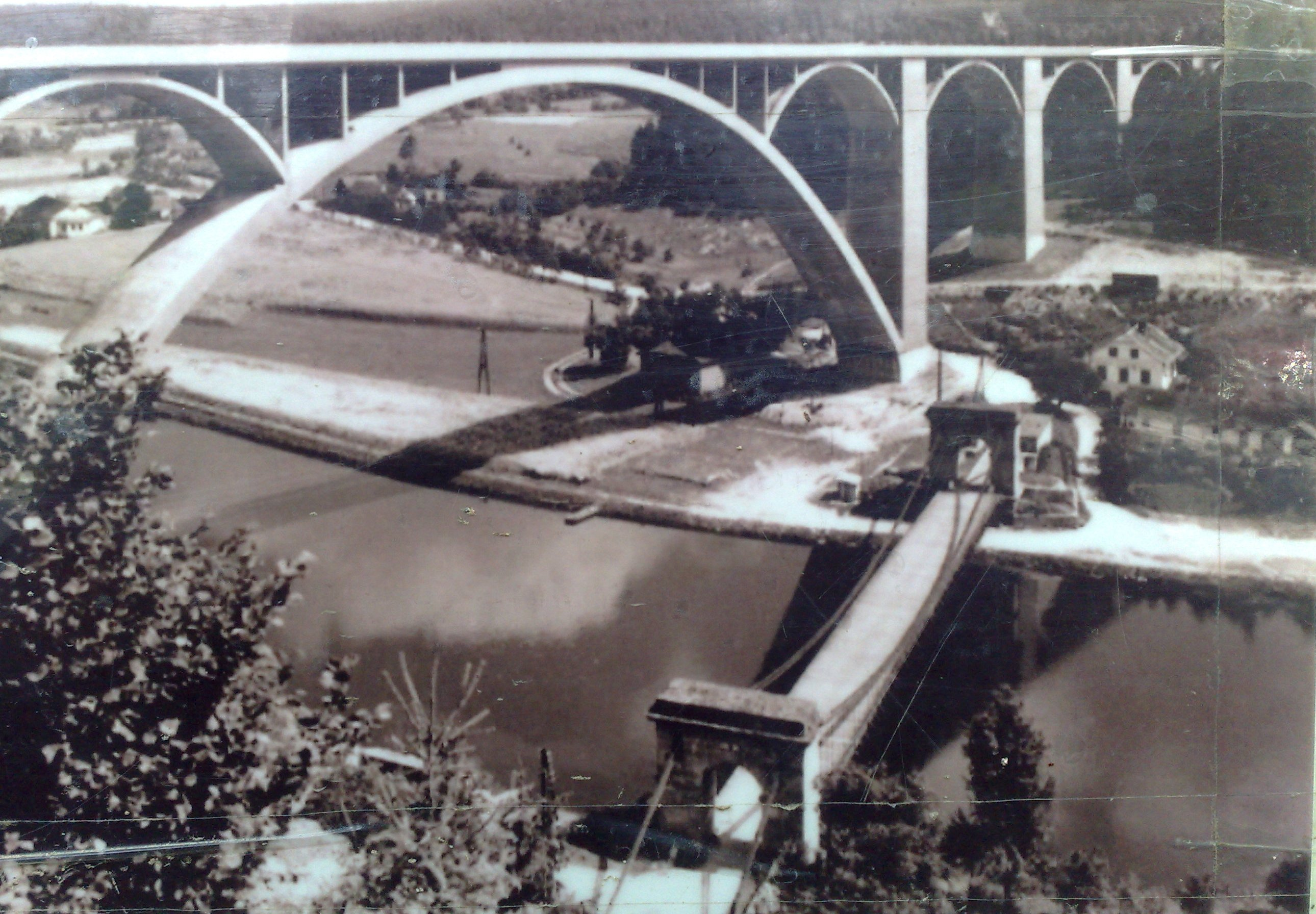
Podolský a Stádlecký most